# San Martino Secchia
San Martino Secchia, noto anche come San Martino sulla Secchia (abbreviato s/S), è una frazione dei comuni di Carpi e San Prospero, in provincia di Modena.
La frazione, divisa in due dal fiume Secchia, è abitata complessivamente da circa 333 abitanti, di cui 130 nel territorio di Carpi e 203 a San Prospero.

## Geografia fisica
San Martino Secchia è divisa in due parti dal fiume Secchia. Il lato occidentale (sulla sponda di sinistra) appartiene al comune di Carpi (dal cui capoluogo dista circa 12 km) ed è situato tra i paesi di Sozzigalli e Ponte Motta, mentre a 4;km si trova l'altra frazione di Cortile di Carpi. La porzione carpigiana è collegata alla parte orientale situata nel comune di San Prospero tramite il ponte di San Martino, che dista poco più di due chilometri dal capoluogo comunale.

## Storia
La località di San Martino fu abitata già in tempi antichi, come attestato in alcuni documenti risalenti al X secolo, nei quali è elencata come bene appartenente all'Abbazia di Nonantola. Nel 1515 Leone X staccò la parrocchia di San Martino da Nonantola e la aggrega alla collegiata di Carpi, al fine di contribuire al disegno di Alberto Pio di volerla dotare di un adeguato patrimonio, visto l'inizio della costruzione del duomo.
Fino agli inizi del XVII secolo, San Martino Secchia fu una comunità indipendente, mentre dopo l'esperienza napoleonica venne inclusa nel comune di Modena. Nel 1827 la località venne divisa dagli Estensi in due parti tra le comunità di Carpi e San Prospero. Nel 1880 venne ufficialmente istituita la frazione di San Martino nel lato di San Prospero. 
Colonia agreste per i villeggianti carpigiani, ha vissuto negli ultimi decenni un decremento demografico dovuto alla industrializzazione e alla lontananza dai servizi essenziali.
Dal 2012 risiede presso i locali della parrocchia una comunità dei frati dei "Fratelli di San Francesco" che officiano la Santa Messa e propongono momenti di spiritualità e meditazione.

## Monumenti e luoghi d'interesse
La chiesa parrocchiale nota già dal 971 ha subito vari rifacimenti. Rifabbricata nel 1620 e poi completamente ricostruita nel 1858 nella forma attuale, finemente restaurata nel 2008, ma inagibile dopo il terremoto del Maggio 2012. Si presenta con caratteri neoclassici, assai sobria, con facciata a timpano. Sul retro il campanile, di piccola mole. Nel cortile sorge il monumento ai Caduti.
Di interesse anche alcune corti: come Corte Zironi del XVII secolo.
L'oratorio della Madonna di Loreto su via Canalvecchio risale invece al XVIII secolo.
Nel lato di San Prospero, si segnala la Corte Tusini e la Villa Bulgarelli.

## Economia

### Servizi
Attualmente data l'esiguità della popolazione i servizi sono minimi. La scuola elementare è chiusa oramai da decenni così come la confinante colonia elioterapica, diventate sedi per l'associazionismo carpigiano.
Rimane attiva la parrocchia San Martino Vescovo e il relativo cimitero frazionale.
Sono presenti alcune attività commerciali che continuano ad essere richiamo per passanti e cittadini.

## Eventi
Ogni anno a fine agosto si celebra la sagra parrocchiale della Madonna del Rosario.